# トロワのサウィナ
トロワのサウィナ（英: Saint Savina of Troyes、英: Sabina、? - 275年8月29日）はフランスの殉教者、正教会・カトリック教会の聖人である。サビナとも表記される。記念日は8月29日。
しばしばローマのサビナと混同される。トロワのサウィニアヌス（サビニアヌス、英: Saint Savinianus of Troyes、英: Sabinianus）の妹であり、兄妹聖人として知られる。

## 生涯
サモスの出身で、アウレリアヌス帝統治下で殉教したとされる。
『黄金伝説』によると、兄のサウィニアヌスが戻らないので泣き暮らしていると天使が現れ、旅に出れば兄に会えると告げられた為に侍女の乳姉妹と旅に出た。
サウィナはローマにたどり着くとエウセビウスから受洗した。ローマで5年暮らし、目が見えない人を2人と足が萎えた人を2人治した。
夢の中で天使から、トレカスの町に行くよう告げられ、侍女と再び旅に出た。旅の途中では、ラヴェンナで裕福な夫人の娘の息を吹き返させた。
トレカスの手前1マイルにおいて、サウィナはリケリウスという貴族からサウィニアヌスの殉教を知らされると、これまでの感謝と兄との天国での再会を主に祈り、サウィナの魂は天に上った。
彼女はトレカスに埋葬されたと伝えられている。